# بخش بنویل، شهرستان بلترامی، مینه سوتا
بخش بنویل (به انگلیسی: Benville Township) یک منطقهٔ مسکونی در ایالات متحده آمریکا است که در شهرستان بلترامی، مینه‌سوتا واقع شده‌است.
 بخش بنویل ۸۹٫۴ کیلومتر مربع مساحت و ۶۵ نفر جمعیت دارد و ۳۶۵ متر بالاتر از سطح دریا واقع شده‌است.